# Diocèse de Galway et Kilmacduagh
Le diocèse de Galway et Kilmacduagh est un diocèse suffragant de l'archidiocèse de Tuam en Irlande. Depuis 2022, son évêque est Michael Duignan (en). Les évêques de Galway et de Kilmacduagh se sont vu confier par le pape Léon XIII le diocèse de Kilfenora (Finaborensis) en administration perpétuelle. 

## Territoire
Le diocèse comprend des parties des comtés irlandais de Galway, Mayo et Clare.
Le siège de l'évêché est à Galway, où se trouve la cathédrale Notre-Dame de l'Assomption et de Saint-Nicolas. À Kilmacduagh se trouve l'ancienne cathédrale, aujourd'hui réduite à l'état de ruines, dédiée à saint Colman mac Duagh (en).
Le territoire couvre 2 610 km², et il est divisé en 40 paroisses, regroupées en cinq doyennés : East Galway, West Galway, Rural Galway, Kilmacduagh et Kilfenora.

## Historique
Le diocèse de Galway et Kilmacduagh a été érigé le 5 juin 1883 à la suite de l'union des diocèces de Galway et Kilmacduagh, l'évêque des deux diocèses unis étant également administrateur apostolique du diocèse de Kilfenora situé dans la province de Cashel. 

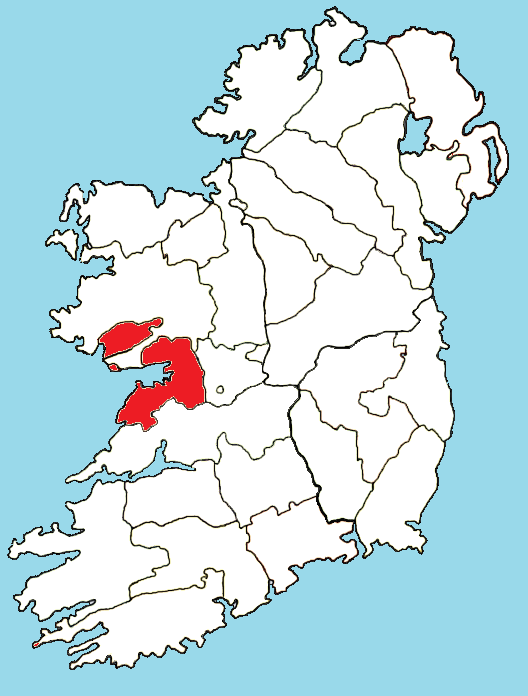
Emplacement du diocèse en Irlande.
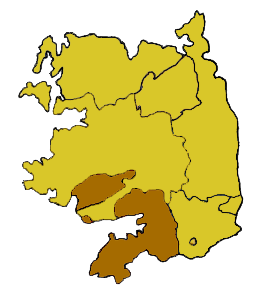
Le diocèse de Galway et Kilmacduagh dans la province ecclésiastique de Tuam.

### Diocèse de Galway
Le pape Grégoire XVI par une bulle du 26 avril 1831 érige l'église collégiale Saint-Nicolas de Galway en cathédrale séparant le diocèse de Galway (latin Galviensis) de l'archidiocèse de Tuam. Le premier titulaire est Nicholas Foran nommé le 20 mars 1831; mais il refuse le siège et devient évêque de Waterford et Lismore en 1837. Il est remplacé par Georges Joseph Plunket Browne, nommé le 31 juillet 1831 et transféré dans le diocèse d'Elphin le 10 mars 1844.

### Diocèse de Kilmacduagh
Le diocèse de Kilmacduagh (irlandais: Cell Meic Duach, latin: Duacensis) est lié au territoire des Ui Fiachrach Aidne. On ne connaît que le surnom du premier évêque « Ua Cléirig » vers 1137.
L'union de Kilmaduagh avec l'archidiocèse de Tuam, décidée par le pape  Jean XII, devait prendre effet après la mort de l'évêque Johannes vers 1357. Toutefois le chapitre avec l'accord de l'archevêque de Tuam obtient l'annulation de cette décision par Innocent VI.  
le 12 novembre 1750, le pape Benoit XIV unit définitivement, les sièges de Kilmacduagh  et Kilfenora en prescrivant que l'évêque soit alternativement évêque de Kilmacduagh et administrateur de Kilfenora et vice versa.

### Diocèse de Kilfenora
- Diocèse de Kilfenora

## Évêques
- 1831-1844 : George Joseph Plunket Browne
- 1844-1855 : Laurence O'Donnell
- 1857-1881 : John MacEvilly
- 1881-1883 : vacant
- 1883-1886 : Thomas Joseph Carr
- 1887-1908 : Francis McCormack
- 1909-1923 : Thomas O'Dea
- 1923-1936 : Thomas O'Doherty
- 1937-1976 : Michael Browne
- 1976-1992 : Eamon Casey
- 1993-2005 : James McLoughlin
- 2005-2016 : Martin Drennan
- 2017-2022 : Brendan Kelly
- depuis le 11 février 2022 : Michael Duignan (en)

## Source
- (en) T.W Moody, F.X. Martin, F.J. Byrne A New History of Ireland IX Maps, Genealogies, Lists. A companion to Irish History part II . Oxford University Press réédition 2011  (ISBN 9780199593064)